# Sprzężenie izogonalne
Sprzężenie izogonalne punktu P względem trójkąta ABC – funkcja przekształcająca dany punkt na punkt przecięcia prostych uzyskanych poprzez odbicie prostych PA, PB i PC względem dwusiecznych wychodzących z odpowiednich wierzchołków. Z postaci trygonometrycznej twierdzenia Cevy wynika w prosty sposób, że funkcja ta jest określona dla wszystkich punktów płaszczyzny poza A,B i C (kiedy to prosta PA, PB lub PC jest nieokreślona). 
Izogonalnie sprzężone są m.in. ortocentrum i środek okręgu opisanego na trójkącie, środek masy i punkt przecięcia symedian. Środek okręgu wpisanego jest punktem stałym przekształcenia.
Każde dwa punkty izogonalnie sprzężone wewnątrz trójkąta są ogniskami elipsy wpisanej w ten trójkąt, w szczególności środek okręgu wpisanego jest podwójnym ogniskiem elipsy, którą jest okrąg wpisany w trójkąt.